# Ламмерт, Петра
Петра Ламмерт (нем. Petra Lammert, 3 марта 1984, Фройденштадт) — немецкая толкательница ядра и бобслеистка, выступающая за сборную Германии с 2003 года. Имеет звание чемпионки мира по лёгкой атлетике в закрытом помещении и бронзовую медаль на открытой площадке, в бобслее, как разгоняющая, является обладательницей серебряных медалей с чемпионатов мира и Европы. Личный рекорд в толкании ядра — 20,04 м.

## Биография
Петра Ламмерт родилась 3 марта 1984 года в городе Фройденштадт, федеральная земля Баден-Вюртемберг. Первую серьёзную медаль в толкании ядра завоевала в 2003 году, когда заняла третье место на юношеском чемпионате Европы по лёгкой атлетике. Два года спустя дебютировала на взрослом европейском первенстве в помещении, где стала пятой, выиграла континентальное первенство в категории до 23 лет и представляла страну на чемпионате мира в Хельсинки. В 2006 году удостоилась звания чемпионки Германии, как в помещении, так и на открытой площадке, в своей дисциплине одержала победу на Кубке Европы, заняла четвёртое место на чемпионате мира в Москве и выиграла бронзу на взрослом европейском первенстве в Гётеборге, показав результат 19,17 метра.
Следующий сезон Ламмерт начала с победы на зимнем европейском кубке, в мае спортсменка установила до сих пор не побитый личный рекорд 20,04 метра, кроме того, приняла участие в стартах чемпионата мира по лёгкой атлетике в Хельсинки, где разместилась на пятой позиции. На Всемирном легкоатлетическом финале 2007 года в Штутгарте немного не дотянула до призовых мест, расположившись на четвёртой строке. Далее из-за накопившихся травм вынуждена была пропустить почти целый сезон, в том числе Олимпийские игры, принимая участие только в редких второстепенных соревнованиях, но в 2009 году победоносно вернулась, завоевав золото на туринском чемпионате Европы в помещении, показала здесь лучший свой результат в манеже — 19,66 метра. Была близка к победе на европейском командном чемпионате 2010 года и на немецком национальном первенстве, где проиграла лишь соотечественнице Надин Кляйнерт. На чемпионате Европы в Барселоне смогла подняться только до шестой позиции.
В ноябре 2010 года Петра Ламмерт объявила о завершении карьеры профессиональной спортсменки в связи с осложнениями, вызванными травмой локтевого сустава, полученной ещё два года назад. Однако спустя несколько месяцев она, как и многие травмированные легкоатлеты, решила попробовать себя в бобслее, без проблем прошла отбор в сборную Германии и присоединилась к команде в качестве разгоняющей. В 2012 году совместно с титулованной немецкой рулевой Сандрой Кириасис принимала участие в заездах чемпионата мира в американском Лейк-Плэсиде и выиграла серебряную медаль, уступив лишь канадской двойке, а также в заездах континентального первенства в Альтенберге, где тоже финишировала второй. Всего на Кубке мира сезона 2011/12 трижды попадала в число призёров.